# مظاهرة عابدين 1881

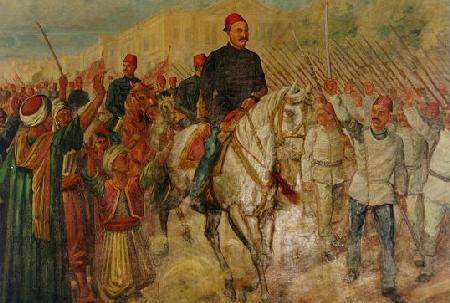
احمد عرابى امام قصر عابدين في 9 سبتمبر 1881 وحوله جماهير الشعب ينتظرون لقاء الخديوي توفيق لعرض مطالبهم.

مظاهرة عابدين هي مظاهرة وقعت يوم 9 سبتمبر 1881 عندما تحركت جميع الوحدات العسكرية المتمركزة في القاهرة إلى ميدان عابدين مع أحمد عرابي وشملت أيضاً مشاركة العديد الشعب المصري بكل طوائفه نتيجة نمو الوعي القومي وسخط الشعب من سوء الأحوال الاقتصادية، ومعاملة رياض باشا القاسية للمصريين، ووصل أحمد عرابي أمام قصر عابدين وخرج الخديوي توفيق ومعه القنصل البريطاني والمراقب المالي البريطاني وسط حرسه الخاص، وأعلن احمد عرابي مطالب الجيش والشعب المصري للخديوي توفيق، وهي (عزل وزارة رياض باشا وإنشاء مجلس نواب على النسق الأوروبي وزيادة عدد الجيش إلى 18 ألف جندي «طبقاً للفرمان السلطاني».
استجاب الخديوي لمطالب الأمة، وعزل رياض باشا من رئاسة الوزارة، وعهد إلى شريف باشا بتشكيل الوزارة والذي كان مشهودًا له بالوطنية والاستقامة وألف وزارته في (19 شوال 1298 هـ الموافق 14 سبتمبر 1881م)، وكان محمود سامى البارودى ناظراً للجهادية بها، وسعى لوضع دستور للبلاد ونجح في الانتهاء منه وعرضه على مجلس النواب الذي أقر معظم مواده، ثم عصف بهذا الجهد تدخل إنجلترا وفرنسا في شؤون البلاد بإرسال المذكرة المشتركة الأولى في 7 يناير 1882 والتي أعلنتا فيها مساندتهما للخديوي، وتأزمت الأمور وتقدم شريف باشا باستقالته في (2 من ربيع الآخر 1299 هـ - 2 فبراير 1882 م) بسبب قبول الخديوي لتلك المذكرة.
وتشكلت حكومة جديدة برئاسة محمود سامي البارودي، وشغل عرابي فيها منصب ناظر الجهادية، وقوبلت وزارة البارودي بالارتياح والقبول من مختلف الدوائر العسكرية والمدنية؛ لأنها كانت تحقيقًا لرغبة الأمة، ومعقد الآمال، وكانت عند حسن الظن، فأعلنت الدستور، وصدر المرسوم الخديوي به في (18 ربيع الأول 1299 هـ / 7 فبراير 1882 م). وسميت هذه الوزارة باسم وزارة الثورة لأنها حققت رضا الشعب والجيش كليهما.
تعد هذه الواقعة هي الحدث الأهم في الثورة العرابية وذروتها، بعد قيام أحمد عرابي ورفاقه بتقديم مطالبهم بعزل عثمان رفقي ناظر الجهادية وقتها ونجاحهم في ذلك إكتسب أحمد عرابي شعبية طاغية وسط الشعب المصري وأعتبره شخصية وطنية وتحدي قوي للخديوي ونموذج للإلتفاف حوله من أجل تحقيق مطالب الشعب والتي كانت تتمركز على التدخل الأجنبي وسوء معاملة المصريين وإرتفاع الديون.
وبعد واقعة عابدين قامت محافظة الشرقية باتخاذ يوم 9 سبتمبر عيدً قومياً كل عام.